# クロキシホナック
クロキシホナック（英: cloxyfonac）はフェノキシ酢酸の誘導体の一種で、オーキシン活性を有することから植物成長調整剤として使用された。

## 用途
1961年より日本国内でトマトやナスの着果促進剤としての実用化に関する試験が行われ、1974年から1976年にかけては加工用トマトの過繁茂を防ぎ収量増加を図る試験が行われた。1980年1月16日に農薬登録を受け、「トマトラン」の商品名で販売された。1999農薬年度の実績では単剤1.6トンが生産されている。2007年1月16日に登録失効した。